# تشارينغ كروس

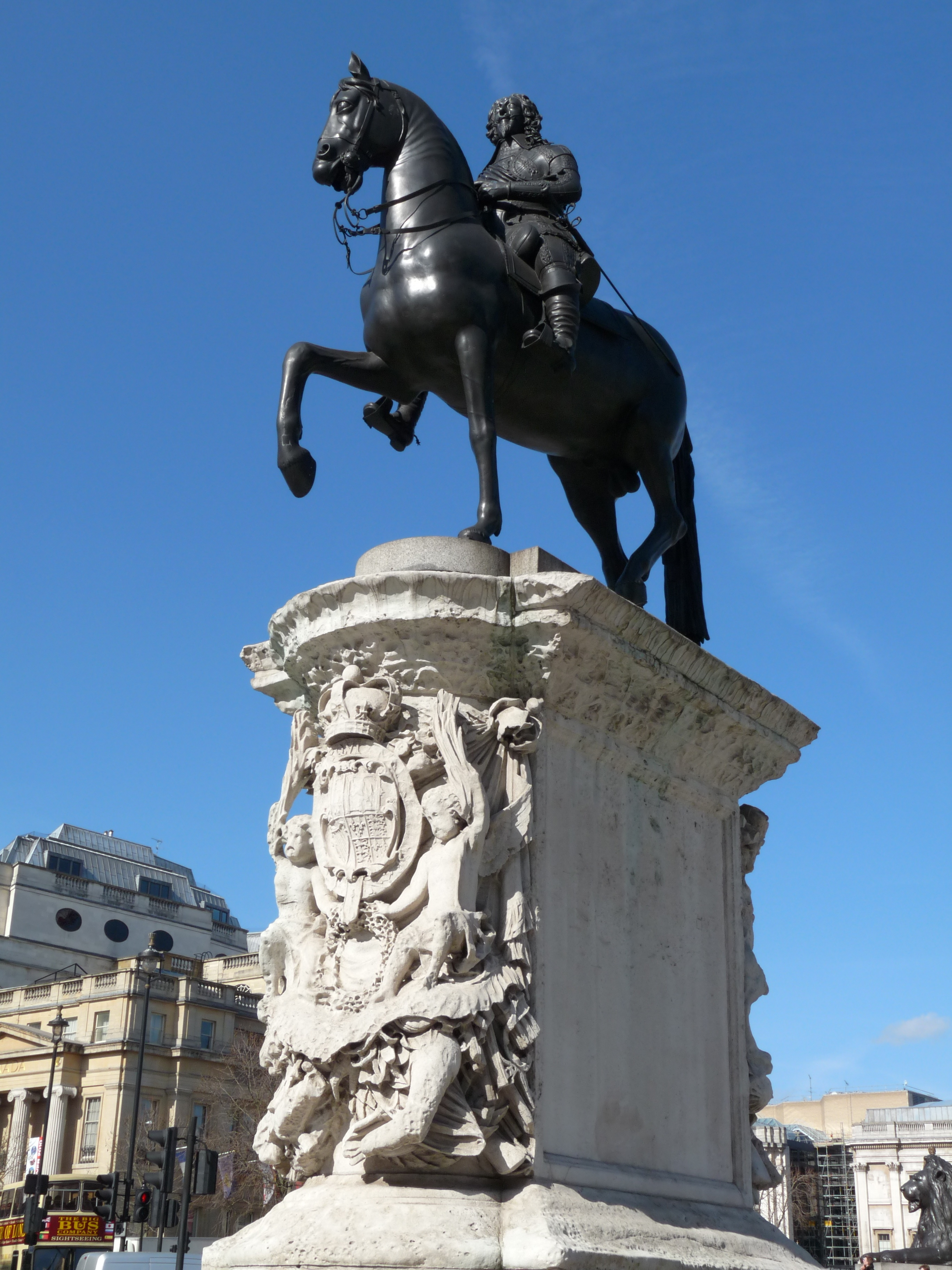
نصب تشارلز الأول ملك إنجلترا في التشيرينغ كروس.

تشيرنغ كروس هي نقطة تقاطع شوارع ستراند ووايتهول وشارعٍ صغير يسمَّى كوكسبَر، يقع التقاطع مباشرةً جنوب ميدان ترافالغار في وسط مدينة لندن البريطانية. أعطى المكان - نظراً لأهميَّته الكبيرة - اسمه للعديد من المعالم المهمَّة حوله، ومن أبرزها محطة قطار تشيرينغ كروس.
حاز التقاطع اسمه نسبةً إلى سلسلة تماثيل حجريَّة تُدعَى إلينور كروس، كانت قائمةً في الموقع ذاته منذ سبعمائة عام لإحياء ذكرى إلينور ملكة قشتالة. بعد إزالة تلك التماثيل، وضع مكانها تمثال فروسيٌّ لتخليد ذكرى تشارلز الأول ملك إنجلترا منذ سنة 1675، ولا زال هذا التمثال قائماً في مكانه حتى الآن.
فيما مضى وحتى حلول عام 1931، كان يستعمل مصطلح تشيرنغ كروس لتعريف منطقةٍ واسعة أكثر، تشمل جزءاً من حي وايتهول الحالي، بين ميدان ترافلغار وسكوتلانديارد. كذلك ومنذ منتصف القرن الثامن عشر، أصبح البعض يعتبرون تشيرنغ كروس مركز مدينة لندن الدَّقيق جداً، ولذلك فإنَّ التقاطع حالياً هو إحدى النقاط التي تستعمل لقياس المسافة بين المواقع الجغرافية في بريطانيا ومدينة لندن.

## أعلام
- هاري جيرمان
- لويد أوين
- فريدريك غامبل